# Гнучкі механізми
Гнучкі́ механі́зми (англ. Flexible mechanisms) — встановлені Кіотським Протоколом механізми, що надають можливість використовувати ринкові інструменти, як-от придбання дозволів на викиди, і таким чином зменшити витрати на зниження викидів. У рамках Протоколу визначені три механізми:
1. Механізм чистого розвитку (англ. Clean Development Mechanism, CDM);
2. Торгівля викидами (англ. International Emission Trading, IET);
3. Спільне впровадження (англ. Joint Implementation, JI).